# Vesikulärer Monoamintransporter
Der vesikuläre Monoamintransporter (VMAT, VMAT2) ist ein Protein in der Membran zytoplasmischer Vesikel innerhalb von Nervenzellen. Es erleichtert den Zufluss der Neurotransmitter Dopamin, Serotonin, Histamin und Noradrenalin in die Vesikel, bevor diese mittels Exozytose in den synaptischen Spalt entleert werden. Es handelt sich bei VMAT2 also um einen Membrantransporter, und zwar aus der Major-Facilitator-Superfamilie. VMAT2 ist nur in Wirbeltieren zu finden. Beim Menschen ist VMAT2 außer im ZNS besonders in Inselzellen und im Uterus lokalisiert. Im Pankreas spielt VMAT2 eine regulatorische Rolle bei der Insulinantwort auf Glucose.
Die Transportgleichung lautet:
Monoaminaußen + H+innen ⇒ Monoamininnen + H+außen
Es handelt sich also um einen Antiport.
Es existieren Geschlechtsunterschiede in der neuronalen VMAT2-Aktivität, die die unterschiedliche Antwort auf Methamphetamin erklären, wie an einer Studie mit Mäusen festgestellt wurde. Die Verpackung von Dopamin in dopaminergen Neuronen durch VMAT2 ist unentbehrlich, um möglichen Schäden durch oxidiertes Dopamin bei oxidativem Stress oder nach Methamphetamin-Zufuhr vorzubeugen. Mäuse mit nur 5–10 % VMAT2 zeigten eine schnelle Schädigung solcher Neuronen.
VMAT2 ist durch die enge Assoziation mit der Insulinproduktion in Inselzellen ein geeignetes Target für die Diabetes-Diagnose.
Mehrere Stoffe sind als Hemmer des VMAT2 bekannt, unter anderem Reserpin und Tetrabenazin.
In seinem Buch „The God Gene“ (dt. „Das Gottes-Gen. Warum uns der Glaube im Blut liegt“) machte der Molekularbiologe Dean Hamer VMAT2 für religiöse Empfindungen des Menschen verantwortlich. Die Stichhaltigkeit seiner Theorie ist nach wie vor umstritten.